# Pinsà de les Açores

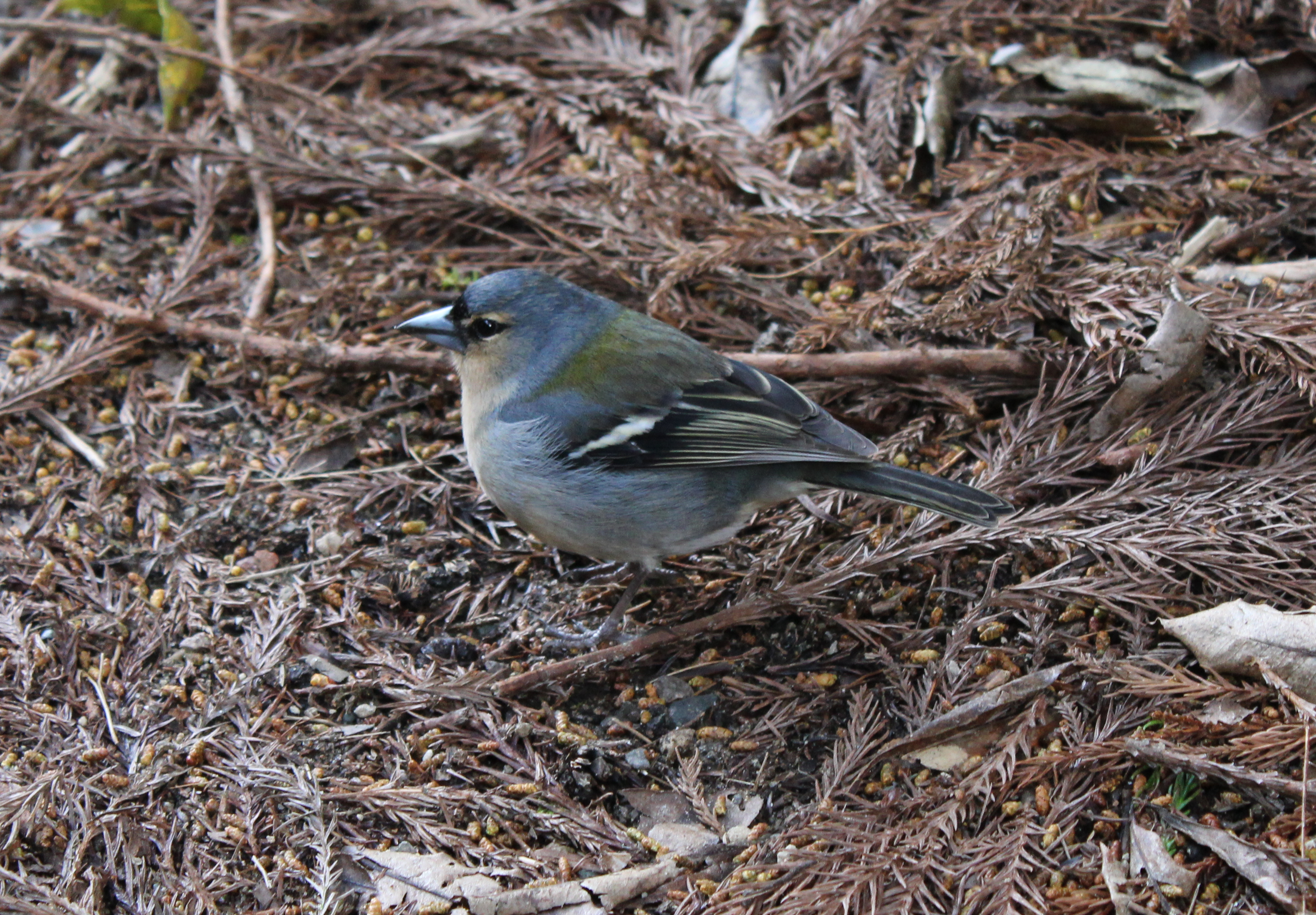
Pinsà de les Açores a l'illa de São Miguel.

El pinsà de les Açores (Fringilla coelebs moreletti) és un petit ocell passeriforme que pertany a la família dels fringíl·lids. Es una subespècie del pinsà comú endèmic de l'arxipèlag portuguès de les Açores, que forma part de la Macaronèsia al nord de l'oceà Atlàntic. Localment se'l denomina tentilhão o sachão.

## Descripció
El cap i part del dors són d'un color gris blavós, amb la resta de l'àrea dorsal verdosa; les ales i la cua són negres i blanques. El bec és de color plom i les potes d'un color marró rosaci. En els mascles, el coll i el pit tenen un color rosa més intens, mentre que el plomatge de les femelles és més discret, dominant els tons marrons.

## Distribució i hàbitat
El pinsà de les Açores habita a totes les illes de l'arxipèlag i és un dels ocells més comuns a les illes. Se'l pot veure tant a nivell de mar com a les àrees més altes de l'illa de Pico.